# All Day (пісня Коді Сімпсона)
«All Day» (укр. Весь день) — пісня австралійського співака Коді Сімпсона. Пісня написана Лілом Едді і Крісом Айворі, та спродюсована Шоном Кемпбеллом.
«All Day» спочатку увійшла в дебютний міні-альбом Сімпсона 4 U, а згодом і в Coast to Coast.

## Виступи
Сімпсон виступив на концерті Y100 Jingle Бал Village у Флориді 11 грудня 2010 року і грав «All Day». Коді також виконав цю пісню в першому епізоді скетч-комедії So Random! на телеканалі Disney Channel. У 2012 році він виконав «All Day» під час виступу в рамках концертного туру Джастіна Бібера Believe Tour.

## Музичне відео

### Створення і презентація
Кліп був знятий в січні 2011 року. Відео було видано 23 лютого 2011 року на AOL Music. Режисером відео був Девід Овеншейр, а сприяв у організації зйомок Тревор Дарем. У відео з'являються Джессіка Джаррелл, Аарон Фреш, Жак Рае, Медісон Петтіс і його сестра, Еллі Сімпсон.
З серпня 2014 року музичне відео на пісню «All Day» було видалене з публічного доступу на YouTube, після того як Коді Сімпсон розірвав контракт з Warner Records і Atlantic Records.

### Синопсис
У музичному відео ключовою є любовна лінія — Сімпсон хоче, щоб дівчина, яку грає Жасмін Бейлдон, стала його подругою. На початку відео Коді йде до Бейлдон, але прокидається через дзвінок iPhone, і стає зрозуміло, що це був сон. Коли він спускається сходами свого будинку, він бачить образ Бейлдон, але це лише примара. Коді стрибає в машину до свого друга і їде на репетицію концерту. Він танцює з оригінальною хореографією у відео. Потім він бачить Бейлдон і біжить за нею, але вона поїхала зі своїм другом. Потім він уявляє собі, яке у них буде життя, і в кінці своєї фантазії вони стрибають в басейн. Сімпсон і його друзі танцюють під дощем. Після цього Коді з друзями розважаються на вечірці. На вечірку приходить Бейлдон. Вони із Сімпсоном беруть один одного за руки і кліп завершується.

## Чарти та сертифікація
| Чарт (2011)                                    | Найвища позиція |
| ---------------------------------------------- | --------------- |
| Бельгія (Ultratop Flanders)                    | 19              |
| Канада (Canadian Hot 100)                      | 79              |
| США Bubbling Under Hot 100 Singles (Billboard) | 22              |

| Регіон                                                                                          | Сертифікація | Продажі |
| ----------------------------------------------------------------------------------------------- | ------------ | ------- |
| Канада (Music Canada)                                                                           | Золотий      | 40 000* |
| *продажі, що базуються лише на сертифікаціях ^відвантаження, що базуються лише на сертифікаціях |              |         |

## Історія видання
| Країна    | Дата            | Формат               | Лейбл            |
| --------- | --------------- | -------------------- | ---------------- |
| Весь світ | 17 березня 2011 | Цифрове завантаження | Atlantic Records |